# Frente Obreiro
El Frente Obreiro (Frente Obrero) de la Unión do Povo Galego (UPG) fue la sección sindical de la UPG, surgida a finales de 1972 en una junta en Pontevedra.
Su responsable fue Moncho Reboiras y tenía implantación en Vigo y en menor medida en Ferrol y La Coruña. Publicaba el boletín O Eixo desde 1974. En 1974 tenía alrededor de 50 militantes, en 1975 aumentó su afiliación y se optó por crear un sindicato propio que vio la luz en mayo de 1975 con el nombre de Sindicato Obreiro Galego.
- Datos: Q3297042